# Albert Sorel
Albert Sorel (Honfleur, 13 agosto 1842 – Parigi, 29 giugno 1906) è stato uno storico francese.
Docente dal 1872 di storia diplomatica all'École des sciences politiques, compose l'opera L'Europe et la révolution français (9 voll., 1865-1911), in cui additò gli elementi di continuità tra l'antico regime e l'epoca rivoluzionaria e gli Éssais d'Histoire et de critique (1883). Collaborò intensamente con lui il filosofo Théodore Funck-Brentano.